# Anytus
Anytus (Oudgrieks: Άνυτος), zoon van Anthemion, was een Atheens zakenman en politicus uit de 5e / 4e eeuw v.Chr., eerder berucht dan beroemd door zijn leidende rol in het proces tegen Socrates.
Anytus was een rijke fabrikant van lederwaren en een van de kopstukken van de democratische partij in Athene tijdens de laatste jaren van de Peloponnesische Oorlog. In 409 was hij voor een rechtbank gedaagd wegens zijn schuld aan een Atheense nederlaag bij Pylos, maar omdat hij de rechters had omgekocht werd hij vrijgesproken. Samen met Thrasybulus maakte hij in 403 v.Chr. een einde aan de tirannie van de Dertig.
In 399 v.Chr. was hij de man die het proces tegen Socrates op gang zette, waarvoor hij zich had verzekerd van de steun van Meletus (een dichter) en Lycon (een redenaar). Het trio vertegenwoordigde de beroepen waarvan Socrates vaak de activiteiten en wijsheden op de korrel had genomen: de handel en de letterkunde. Anytus was geslepen genoeg om te begrijpen dat een aanklacht op louter politieke gronden (in zijn ogen was Socrates een anti-democraat) na de algemene amnestie van 403 geen kans had. Daarom hanteerde hij een ander wapen: hij zocht de grond van zijn aanklacht en zijn eis om de doodstraf in "asebeia" ("goddeloosheid"). Voor hem stond Socrates op één lijn met de sofisten, die door hun leerstellingen de jeugd bedierven. De maat was vol toen bleek dat Anytus' zoon onder de invloed van Socrates een leven van studie en geestelijke ontwikkeling verkoos boven de voortzetting van het lucratieve bedrijf van zijn vader. Anytus moest met lede ogen toekijken hoe zijn zoon als gevolg van het generatieconflict aan de drank verslaafd raakte en uiteindelijk in penibele omstandigheden om het leven kwam, omdat zijn vader zich krachtdadig tegen zijn eigen levensopvattingen had verzet.